# Orquesta Filarmónica Nacional de Venezuela
La Orquesta Filarmónica Nacional de Venezuela (OFN) es una orquesta venezolana creada el 22 de julio de 1987 y que tiene como objetivo fortalecer la identidad musical nacional mediante la difusión del repertorio venezolano. También para continuar, difundir y perpetuar la misión y obra del maestro Vicente Emilio Sojo, creador del movimiento musical y composicional venezolano del siglo XX.

## Obras
Entre las actividades que realiza la OFN, además de la interpretación de música sinfónica, están el ballet, la ópera, los conciertos de música de cámara, conciertos sinfónicos-corales y el montaje de espectáculos multidisciplinarios, muchas veces en colaboración con otras instituciones artísticas.
Como impulsora decidida de la composición en Venezuela, organiza desde 1994 el Concurso de Composición Sinfónica "Evencio Castellanos" y promueve un programa de obras de encargo a compositores venezolanos, bajo el nombre de Antonio Estévez, logrando así incrementar y enriquecer el acervo histórico-musical del país. Ya ha grabado 6 discos compactos con obras de compositores venezolanos.
Ha realizado Festivales de Grandes Solistas Venezolanos y los Concursos para Niños y Jóvenes solistas como estímulo al talento criollo. Ha participado en el Festival Latinoámericano, el Encuentro Nacional de Compositores, el Festival de la Guitarra y el Festival del Hatillo. 
En julio de 2012, luego de 25 años de historia musical, la Orquesta Filarmónica Nacional (OFN), celebra su aniversario realizando su primera Gira Internacional en varias ciudades de la República del Uruguay, con tres grandes y exitosos conciertos en los teatros “Politeama” y
“Macció” de los Departamentos de Canelones y San José, y en el Teatro Solís de Montevideo, dirigido por la batuta
del Mtro. Felipe Izcaray.
En 2012, el Consejo Municipal de Caracas, declaró a la Orquesta Nacional Filarmónica como Patrimonio Cultural del Municipio Libertador.
|autor = AVN
|fecha = 25 de noviembre de 2012
|año = 
|mes = 
|editorial = Agencia Venezolana de Noticias
}}</ref>